# Фільмографія Робера Оссейна
Фільмографія французького актора та режисера Робера Оссейна. З початку своєї кінокар'єри у 1948 році актор знявся у понад 100-та кіно- телефільмах та серіалах та поставив 17 фільмів як режисер.

## Актор
| Рік  |    | Українська назва                                     | Оригінальна назва                                           | Роль                                       |
| ---- | -- | ---------------------------------------------------- | ----------------------------------------------------------- | ------------------------------------------ |
| 1948 | ф  | Спогади не для продажу                               | Les Souvenirs ne sont pas a vendre                          |                                            |
| 1948 | ф  | Кульгавий диявол                                     | Le Diable boiteux                                           | гість у білому                             |
| 1949 | ф  | Майя                                                 | Maya                                                        |                                            |
| 1954 | ф  | Набережна блондинок                                  | Quai des blondes                                            | чоловік у рожевій сорочці                  |
| 1955 | ф  | Чорна серія                                          | Serie noire                                                 | Джо                                        |
| 1955 | ф  | Чоловічі розбірки                                    | Du rififi chez les hommes                                   | Ремі Грюттер                               |
| 1956 | ф  | Негідники їдуть у пекло                              | Les Salauds vont en enfer                                   | Фре                                        |
| 1956 | ф  | Злочин і покарання                                   | Crime et chatiment                                          | Рене Брунель                               |
| 1957 | ф  | Ніколи не знаєш                                      | Sait-on jamais...                                           | Сфорці                                     |
| 1957 | ф  | Остерігайтеся, дівчата                               | Mefiez-vous, fillettes!                                     | Равен                                      |
| 1958 | ф  |                                                      | La Liberte surveillee                                       | Жан-Поль Віберті / Жан Ренж                |
| 1958 | ф  | Ти — яд                                              | Toi, le venin                                               | П'єр Менда                                 |
| 1959 | ф  | Жінки зникають                                       | Des femmes disparaissent                                    | П'єр Россі                                 |
| 1959 | ф  | Розбірки серед жінок                                 | Du rififi chez les femmes                                   | Марсель Пойнт-Блю                          |
| 1959 | ф  | Вирок                                                | La Sentence                                                 |                                            |
| 1959 | ф  | Ніч шпигунів                                         | La Nuit des espions                                         | Луї                                        |
| 1960 | ф  | Канальї                                              | Les Canailles                                               | Ед Доусон                                  |
| 1960 | ф  | Лиходії                                              | Les Scelerats                                               | Джес Руленд                                |
| 1961 | ф  | Загроза                                              | La Menace                                                   | Саварі                                     |
| 1961 | ф  | Смак насильства                                      | Le Gout de la violence                                      | Перец                                      |
| 1961 | ф  | Правдива гра                                         | Le Jeu de la verite                                         | інспектор                                  |
| 1962 | ф  | Маленькі ранки                                       | Les Petits matins                                           | дурень                                     |
| 1962 | ф  | Вантажний ліфт                                       | Le Monte-Charge                                             | Робер Ербан                                |
| 1962 | ф  | Мадам Сен-Жен                                        | Madame Sans-Gene                                            | Франсуа-Жозеф Лефевр                       |
| 1962 | ф  | Чому Париж?                                          | Pourquoi Paris?                                             |                                            |
| 1962 | ф  | Відпочинок воїна                                     | Le Repos du guerrier                                        | Рено Сарті                                 |
| 1963 | ф  | Вбивця                                               | Le Meurtrier                                                | Корбі                                      |
| 1963 | ф  | Вада і доброчесність                                 | Le Vice et la vertu                                         | Ерік Шерндорф, полковник СС                |
| 1963 | ф  | Великі дороги                                        | Les Grands chemins                                          | Самуель                                    |
| 1963 | ф  | Мороз по шкірі                                       | Chair de poule                                              | Дануель Буассе                             |
| 1963 | ф  | Комісар веде розслідування                           | Commissaire mene l'enquete                                  | коханець                                   |
| 1964 | ф  | Смерть убивці                                        | La Mort d'un tueur                                          | П'єр Масса                                 |
| 1964 | ф  | Ва-банк у Бангкоці                                   | Banco a Bangkok pour OSS 117                                | доктор Сінн                                |
| 1964 | ф  | Кола під очима                                       | Les Yeux cernes                                             | Франц                                      |
| 1964 | ф  | Анжеліка, маркіза ангелів                            | Angelique, marquise des anges                               | Жоффре де Пейрак                           |
| 1965 | ф  | Вампір з Дюссельдорфа                                | Le Vampire de Dusseldorf                                    | Пітер Куертен                              |
| 1965 | ф  | Брудна гра                                           | The Dirty Game                                              | Дюпон                                      |
| 1965 | ф  | Казкова пригода Марко Поло                           | La Fabuleuse aventure de Marco Polo                         | принц Найям, монгольський лідер повстанців |
| 1965 | ф  | Грім небесний                                        | Le Tonnerre de Dieu                                         | Марсель                                    |
| 1966 | ф  | Анжеліка і король                                    | Angelique et le roy                                         | Жоффре де Пейрак                           |
| 1966 | ф  | Друга істина                                         | La Seconde verite                                           | П'єр Монто, адвокат                        |
| 1966 | ф  | Відділ боротьби з бандитизмом                        | Brigade antigangs                                           | Головний комісар Ле Гофф                   |
| 1966 | ф  | Довга ходьба                                         | La Longue marche                                            | Карно                                      |
| 1966 | ф  | Шевальє Де Мопен                                     | Madamigella di Maupin                                       | Алківіад                                   |
| 1967 | ф  | Музика                                               | La Musica                                                   | Луї                                        |
| 1967 | ф  | Я вбив Распутіна                                     | J'ai tue Raspoutine                                         | Сергій Сухотін                             |
| 1967 | ф  | Чоловік, яка зрадив мафію                            | L'Homme qui trahit la mafia                                 | Б'янкіні                                   |
| 1967 | ф  | Невгамовна Анжеліка                                  | Indomptable Angelique                                       | Жоффре де Пейрак                           |
| 1967 | ф  | Мед                                                  | Lamiel                                                      | Вальдер                                    |
| 1968 | ф  | Непристойна жінка                                    | La Petite vertu                                             | Бреді                                      |
| 1968 | ф  | Анжеліка і султан                                    | Angelique et le sultan                                      | Жоффре де Пейрак                           |
| 1968 | ф  | Троянд для ОСС-17 не буде                            | Niente rose per OSS 117                                     | доктор Сааді                               |
| 1968 | ф  |                                                      | Maldonne                                                    | Мартін фон Клаус                           |
| 1968 | ф  | Приватний урок                                       | La Lecon particuliere                                       | Енріко Фонтана                             |
| 1969 | ф  | Мотузок і кольт                                      | Une corde, un Colt                                          | Мануель                                    |
| 1969 | ф  | Життя, кохання, смерть                               | La Vie, l'amour, la mort                                    | чоловік у кіно                             |
| 1969 | ф  | Червона жінка                                        | La Femme ecarlate                                           | Жульєн                                     |
| 1969 | ф  | Битва в пустелі                                      | La Battaglia del deserto                                    | капітан Курд Гайнц                         |
| 1969 | ф  | Змовники                                             | Nell'anno del Signore                                       | Леонідо Монтанарі                          |
| 1969 | ф  | Викрадач злочинів                                    | Le Voleur de crimes                                         | Тіан                                       |
| 1969 | ф  | Битва за Ель Аламейн                                 | La Battaglia di El Alamein                                  | Фельдмаршал Ервін Роммель                  |
| 1970 | ф  | Час вовків                                           | Le Temps des loups                                          | Дилінджер                                  |
| 1970 | ф  | Розпусники                                           | Les Belles au bois dormantes                                | Серж                                       |
| 1970 | ф  | Точка падіння                                        | Point de chute                                              | Le Caid                                    |
| 1971 | ф  | Суддя                                                | Le Juge                                                     | Black Bird                                 |
| 1971 | ф  | Зломники                                             | Le Casse                                                    | Ральф                                      |
| 1971 | ф  | Левова частка                                        | La Part des lions                                           | Моріс Менар                                |
| 1972 | ф  | Вбивство є вбивством                                 | Un meurtre est un meurtre                                   | Жан Кару                                   |
| 1972 | ф  | Хелле                                                | Hellé                                                       | Клебер                                     |
| 1973 | ф  | Якби Дон Жуан був жінкою                             | Don Juan ou Si Don Juan etait une femme...                  | Луї Прево                                  |
| 1973 | ф  | Офіцер поліції без жодного значення                  | Un officier de police sans importance                       | П'єр                                       |
| 1973 | ф  | Заборонені священики                                 | Pretres interdits                                           | Жан Расто                                  |
| 1973 | тф | Що б не трапилося                                    | Vogue la galere                                             | Сімон                                      |
| 1974 | тф |                                                      | Le Tour d'ecrou                                             | Пітер Квінт                                |
| 1974 | ф  | Захисник                                             | Le Protecteur                                               | Арно                                       |
| 1975 | ф  | Лицеміри                                             | Le Faux-cul                                                 | Камінський                                 |
| 1978 | ф  | Кишеньковий коханець                                 | L'Amant de poche                                            | Барбуз, 2-й міністр                        |
| 1978 | тф | Візьміть мене в театр: Немає орхідей для міс Блендіш | Emmenez-moi au theatre: Pas d'orchidees pour Miss Blandisch | Слім                                       |
| 1979 | ф  | Полуденні демони                                     | Demons de midi                                              | директор театральної сцени                 |
| 1981 | ф  | Болеро                                               | Les Uns et les autres                                       | Simon Meyer / Роберт Прат                  |
| 1981 | ф  | Професіонал                                          | Le Professionnel                                            | комісар Розен                              |
| 1982 | ф  | Спокута                                              | Le Grand pardon                                             | Мануель Каррерас                           |
| 1983 | ф  | Сюрприз                                              | Surprise Party                                              | Андре Ауербах                              |
| 1983 | с  | Одні або інші                                        | Les Uns et les autres                                       | Сімон Мейєр /Роберт Прат                   |
| 1986 | ф  | Червона ікра                                         | Le Caviar rouge                                             | Алекс                                      |
| 1986 | ф  | Чоловік і жінка через 20 років                       | Un homme et une femme, 20 ans deja                          | Робер Оссейн                               |
| 1988 | тф | Хрестовий похід дітей                                | La Croisade des enfants                                     | Філіп-Огюст                                |
| 1989 | ф  | Діти безладу                                         | Les Enfants du desordre                                     | Роберт                                     |
| 1994 | ф  | Афера                                                | L'Affaire                                                   | Поль Аслан                                 |
| 1995 | ф  | Знедолені                                            | Les Miserables                                              | розпорядник                                |
| 1997 | ф  | Воскова маска                                        | M.D.C. — Maschera di cera                                   | Борис Волков                               |
| 1999 | ф  | Салон краси «Венера»                                 | Venus beaute (institut)                                     | авіатор                                    |
| 1999 | ф  |                                                      | Gialloparma                                                 | суддя Боккі                                |
| 2004 | ф  | Професіонали                                         | San-Antonio                                                 | Le ministre de l'interieur / міністр       |
| 2005 | с  | Суддя                                                | Le juge                                                     | Роже Маріно                                |
| 2006 | с  | Вбивство на сімейному вечорі                         | Petits meurtres en famille                                  | Сімон ле Теску                             |
| 2007 | ф  | Зникла у Довілі                                      | La Disparue de Deauville                                    | Антуан Беранжере                           |
| 2007 | кф | Третє око                                            | Le Troisieme oeil                                           |                                            |
| 2008 | тф | Коли жінки сміються над нами                         | Quand les femmes nous font rire                             |                                            |
| 2008 | ф  | Чоловік та його собака                               | Un homme et son chien                                       | Homme bus soupe populaire                  |
| 2009 | кф | Міраж                                                | Le mirage                                                   |                                            |
| 2009 | с  | Венера і Аполон                                      | Vénus & Apollon                                             | мосьє Кайлетер                             |
| 2010 | тф | Справа Сезнека: це ви будете судити                  | L'affaire Seznec: c'est vous qui allez le juger             | ведучий                                    |
| 2013 | тф | Жінка на ім'я Марі                                   | Une femme nommée Marie                                      | оповідач (голос)                           |